# Delecja klonalna
Delecja klonalna – główny mechanizm autotolerancji limfocytów w narządach centralnych układu immunologicznego. Pojęcie autotolerancji definiuje się jako działania mające na celu zniesienie reaktywności limfocytów na własne tkanki organizmu. Obok sekwestracji antygenów, anergii klonalnej i aktywnej immunosupresji delecja klonalna jest jedynym mechanizmem autotolerancji zachodzącym w narządach centralnych układu immunologicznego – grasicy i szpiku kostnym, lecz zachodzi także obwodowo.
Delecję klonalną można podzielić ze względu na lokalizację:
1. delecja klonalna limfocytów T w grasicy,
2. delecja klonalna limfocytów B w szpiku kostnym,
3. delecja klonalna limfocytów obwodowo – działanie komórki Veto.

## Delecja klonalna limfocytów T w grasicy
Limfocyty T (łac. thymus – grasica; limfocyty grasiczozależne) podlegają w grasicy dwuetapowej selekcji: najpierw pozytywnej, następnie negatywnej.
Selekcja pozytywna polega na eliminacji poprzez apoptozę limfocytów, które zbyt mocno lub w ogóle nie wiążą za pomocą receptorów TCR z CD4 lub CD8 białek układu zgodności tkankowej kolejno MHC II i MHC I. Proces odbywa się w zrębie grasicy.
Selekcja negatywna jest kolejnym etapem delecji klonalnej limfocytów T i zachodzi w kapilarach grasicy z wyspecjalizowanym wysokim śródbłonkiem, na powierzchni którego generowany jest szereg autoantygenów. Związanie się z nimi jakiegokolwiek limfocytu T, generuje jego apoptozę. Na ekspresję autoantygenów grasicy aktywność genu AIRE, którego brak aktywności powoduje ciężki zespół poliendokrynopatii autoimmunizacyjnej z objawami kandydozy i ektodermatodystrofii (zespół APECED).
Po opuszczeniu grasicy limfocyty T nie atakują tkanek ustroju, ale są naiwne tj. nie miały jeszcze styczności z antygenem, na który mają paratopy (specyficzne elementy receptora TCR wiążące się z fragmentami antygenu).

## Delecja klonalna limfocytów B w szpiku kostnym
Limfocyty pre-B w szpiku kostnym ulegają dwóm zasadniczym mechanizmom delecji klonalnej: selekcji negatywnej oraz edycji receptorów.
Ponieważ receptory BCR wiążące epitopy antygenowe warunkowana jest rekombinacją zmiennych genów VDJ, w przypadku autoreaktywności limfocytu jest możliwa ich wtórna rearanżacja. Mechanizm ten nazywany jest edycją receptorów i jest głównym mechanizmem delecji klonalnej w szpiku kostnym.
Selekcja negatywna, podobnie jak w przypadku grasicy, polega na eliminowaniu poprzez apoptozę wszystkich limfocytów pre-B reaktywnych wobec autoantygenów prezentowanych w szpiku kostnym.

## Delecja klonalna obwodowa
Jedynym znanym mechanizmem obwodowo zachodzącej delecji klonalnej jest działanie tzw. komórek Veto. Komórki Veto wchodzą w interakcję z autoreaktywnymi, krążącymi we krwi lub limfie limfocytami Tc cytotoksycznymi. Autoantygen prezentowany na powierzchni komórki Veto jest wiązany z TCR i CD8 autoreaktywnego limfocytu Tc. Powoduje to wyzwolenie reakcji apoptozy wobec komórki Veto, która w ostatnim momencie rozpoznania wiąże molekułami CD8 receptory MHC I autoreaktywnego limfocytu Tc, co powoduje obrócenie apoptozy przeciwko autoreaktywnemu limfocytowi.